# Mil (azienda)
La Fabbrica Moscovita Elicotteri Mil (in russo:ОАО Московский вертолетный завод им. М. Л. Миля), in breve Mil (Миль) è un'industria russa che produce elicotteri che prende il nome dal progettista Michail Leont'evič Mil' (Михаил Леонтьевич Миль). L'industria, i cui prodotti sono caratterizzati dal prefisso Mi, partecipa con Eurocopter alla joint venture Euromil.
L'origine delle attività si può far risalire al 1947, quando Michail Mil venne promosso capo dell'ufficio tecnico che si occupava della progettazione di elicotteri dello TsAGI (Istituto centrale di aeroidrodinamica) che prese il nome di OKB Mil e che in seguito diventò la Fabbrica Moscovita Elicotteri, poi nuovamente Mil.
Gli elicotteri di Mil hanno vinto molti premi nazionali e internazionali e hanno stabilito 69 primati mondiali. Nel 1971 (dopo la morte del capo progettista), l'elicottero Mil Mi-12 vinse il premio Sikorsky per l'elicottero più potente del mondo.
Nel 2006, la Mil venne fusa con la Kamov e la Rostvertol per creare la Oboronprom Corp.. Il marchio Mil verrà mantenuto, sebbene la nuova compagnia cesserà la produzione dei modelli ridondanti.

## Versioni

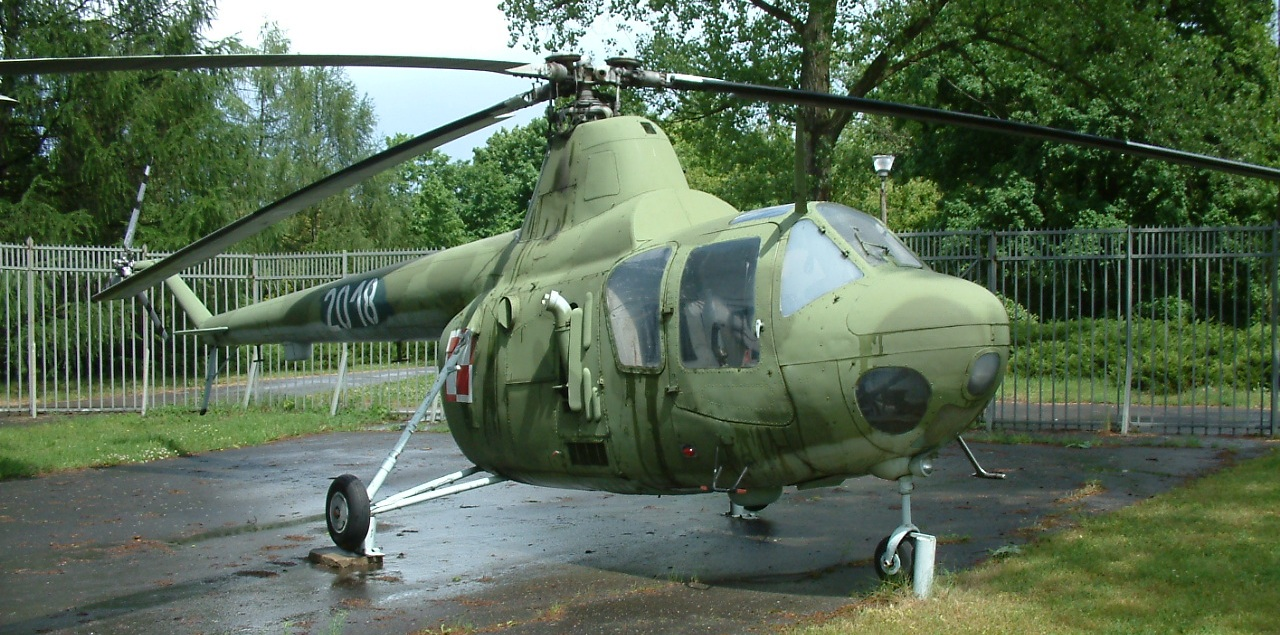
Mil Mi-1 'Hare'

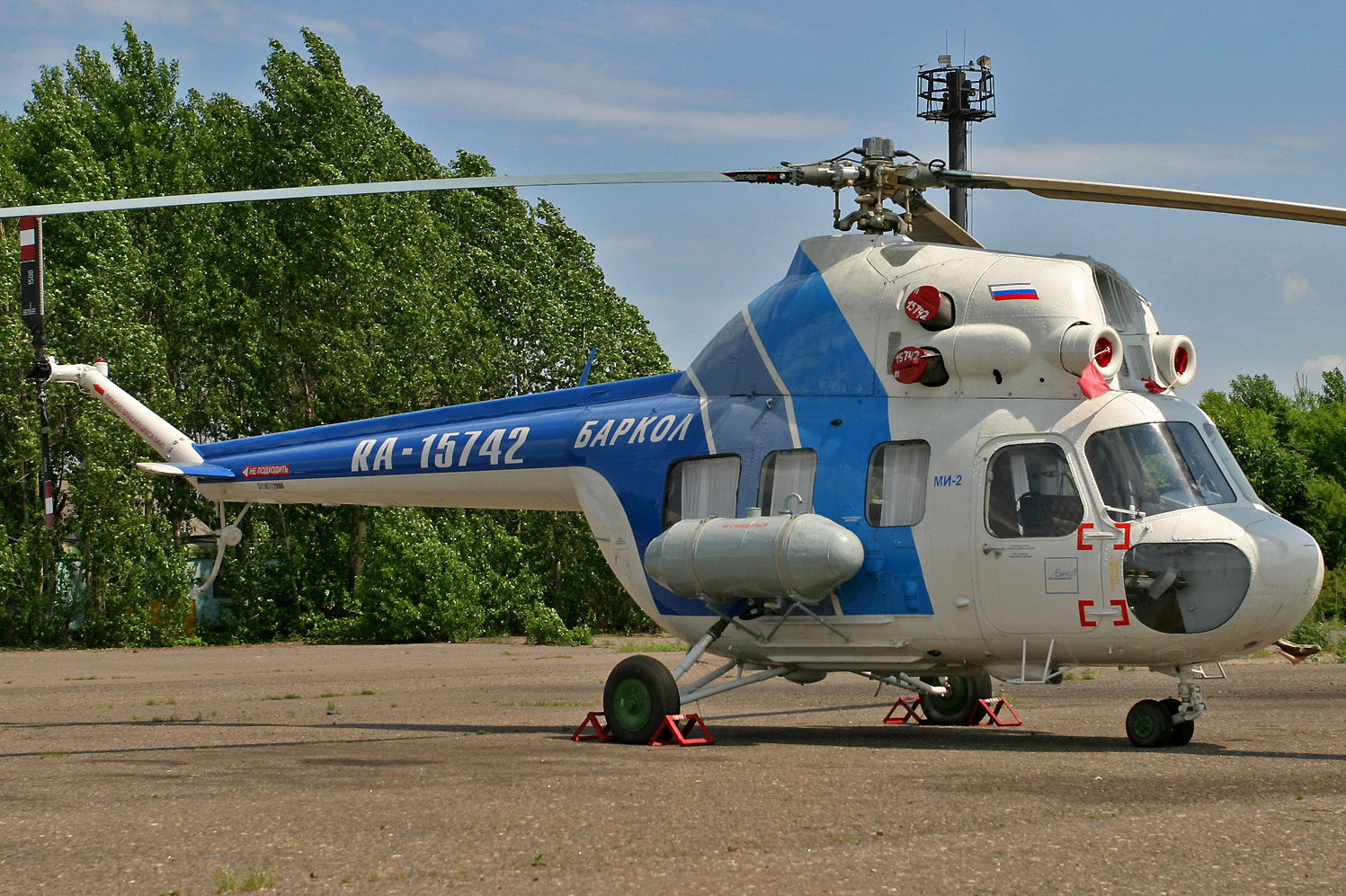
Mil Mi-2 della russa Barkol

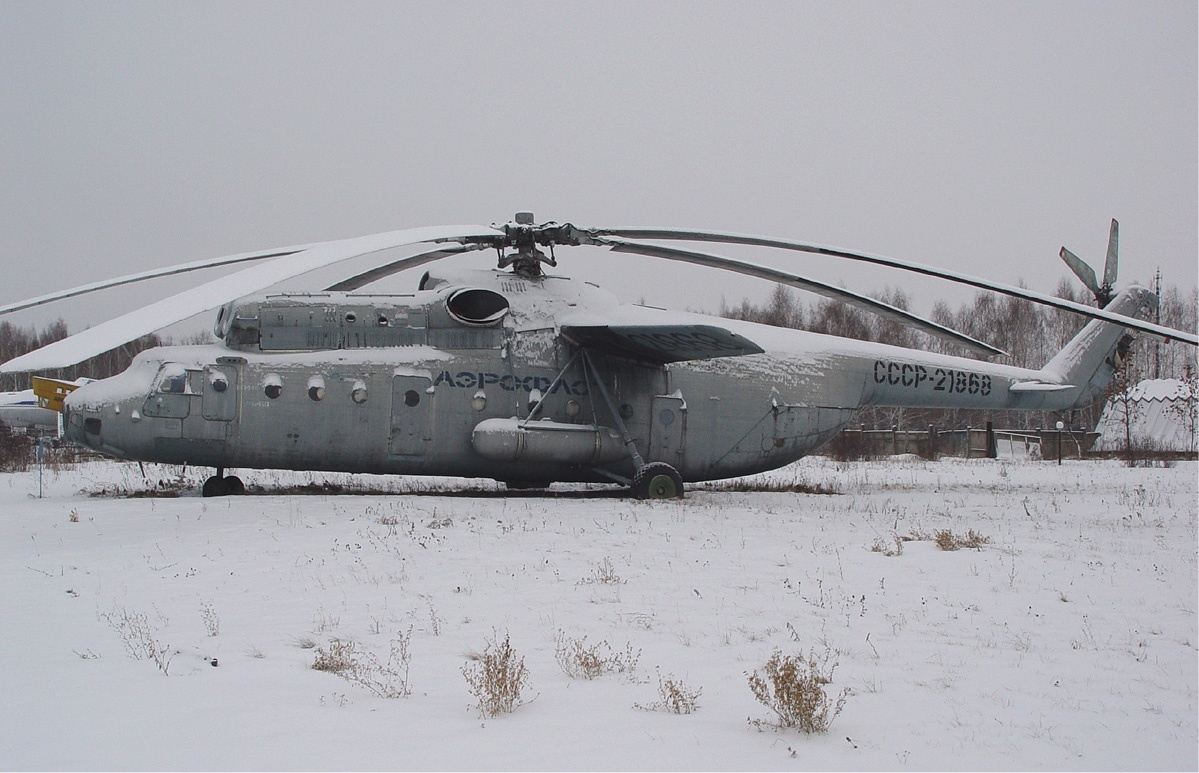
Mil Mi-6 dell'Aeroflot

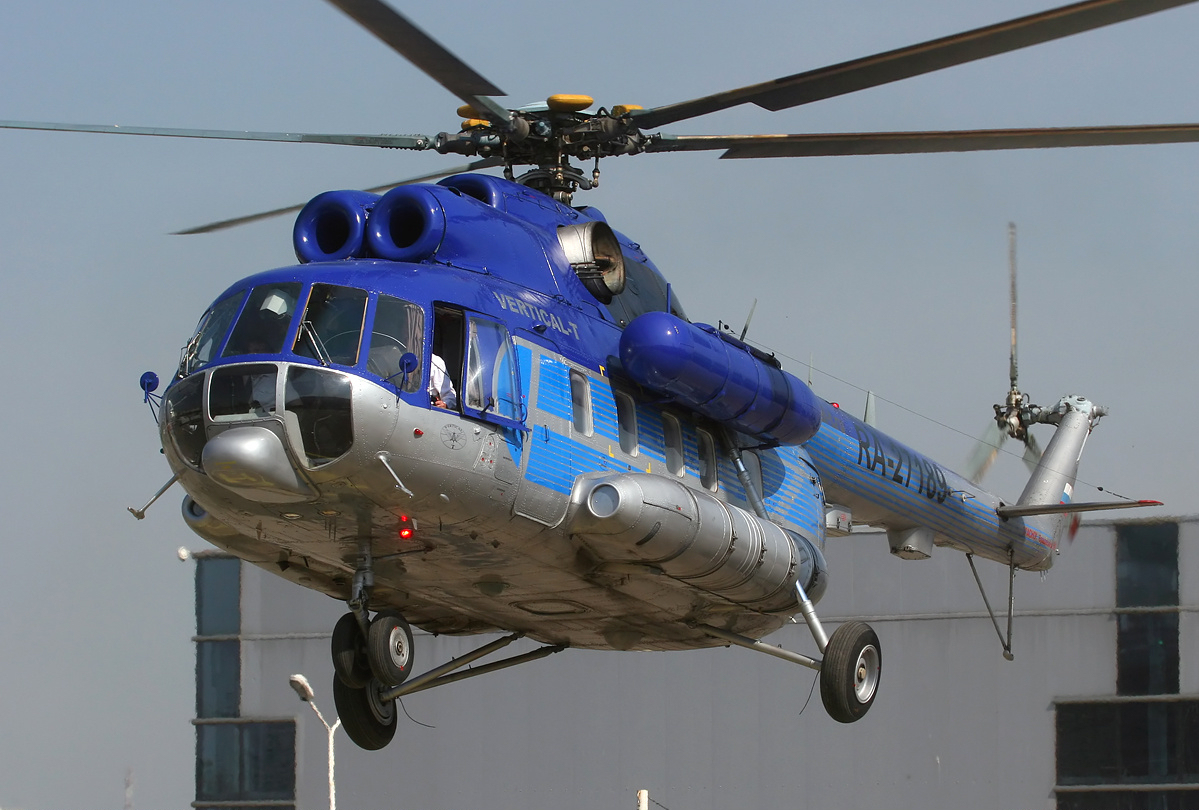
Mil Mi-8 della russa Vertical-T

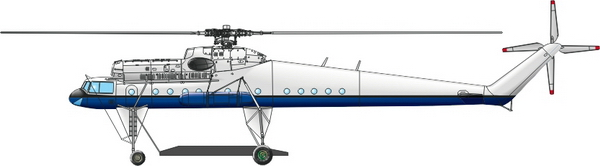
Mil Mi-10

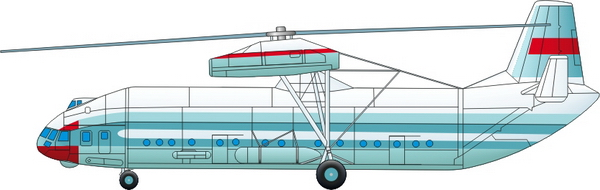
Mil Mi-12

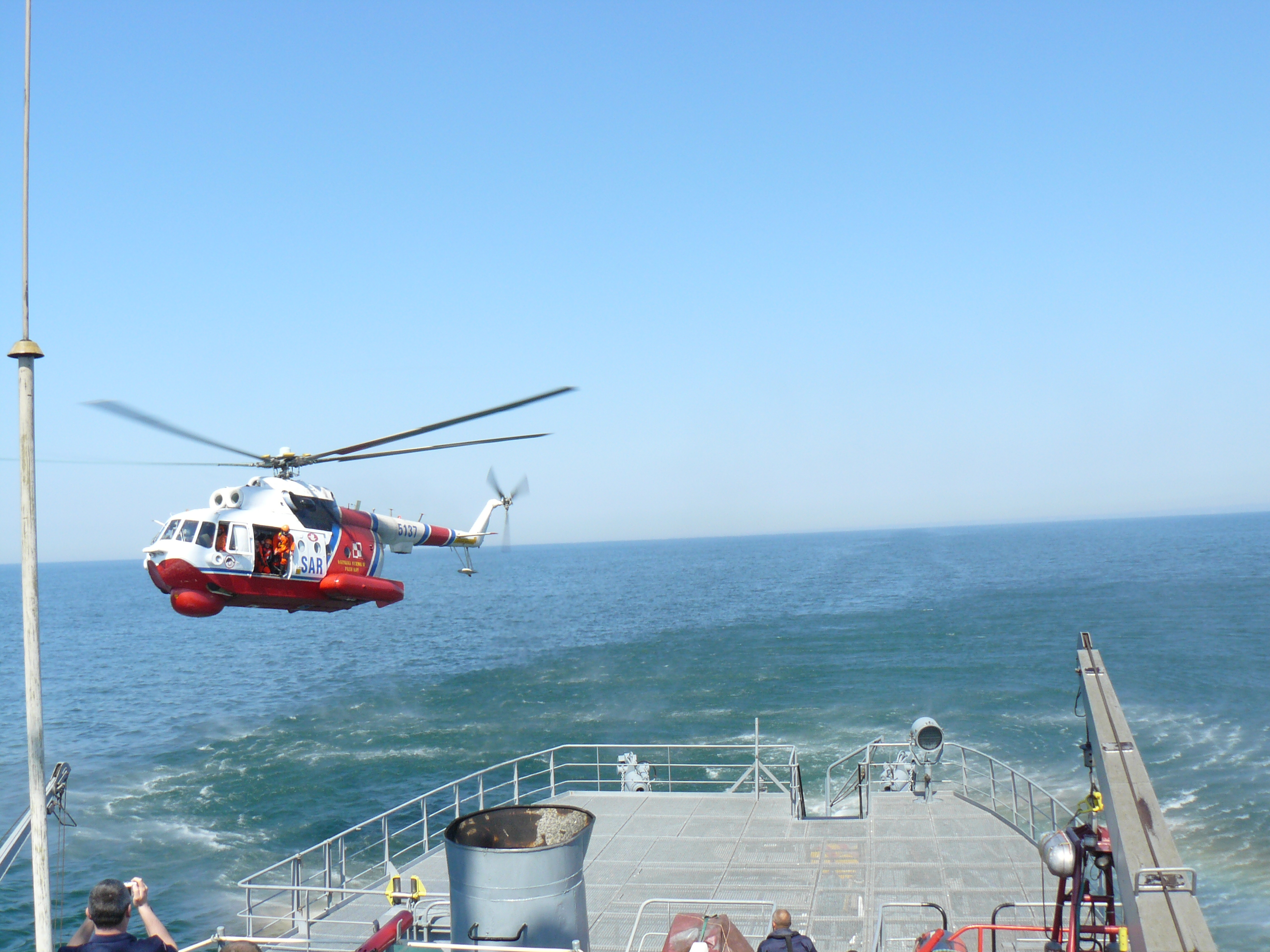
Mil Mi-14 polacco

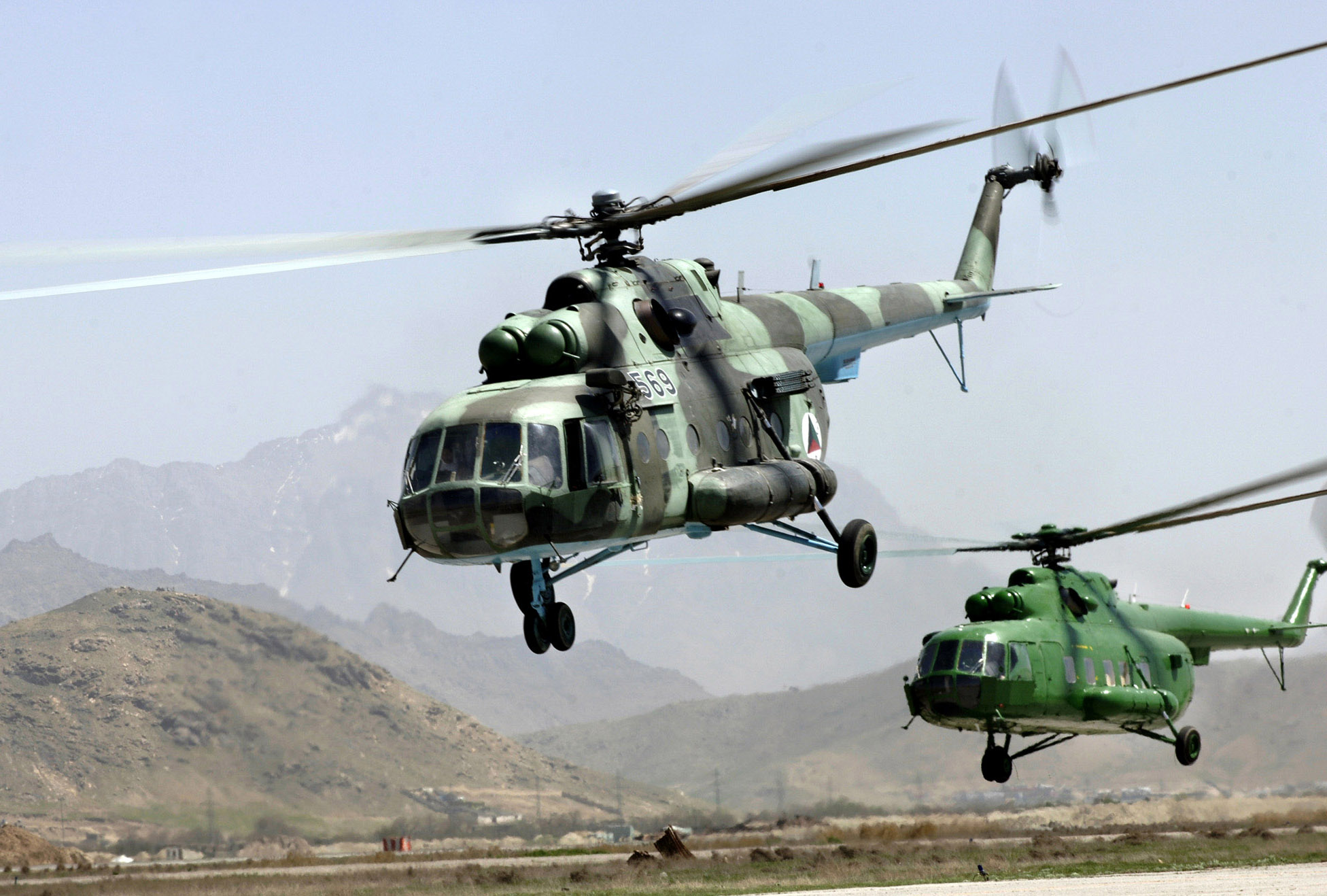
Due Mil Mi-17 dell'Afghan National Air Corps

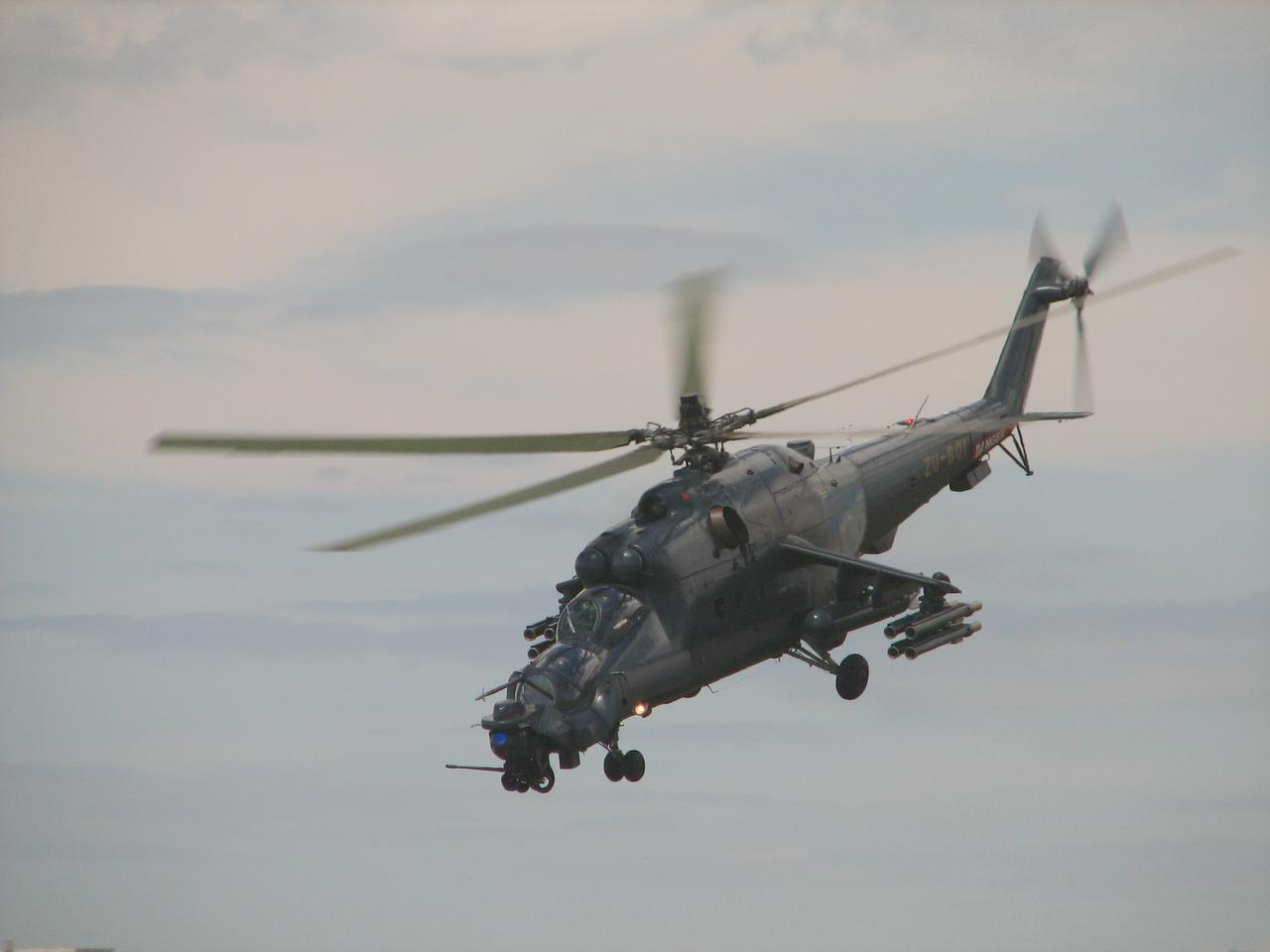
Mil Mi-24 'Hind' sudafricano

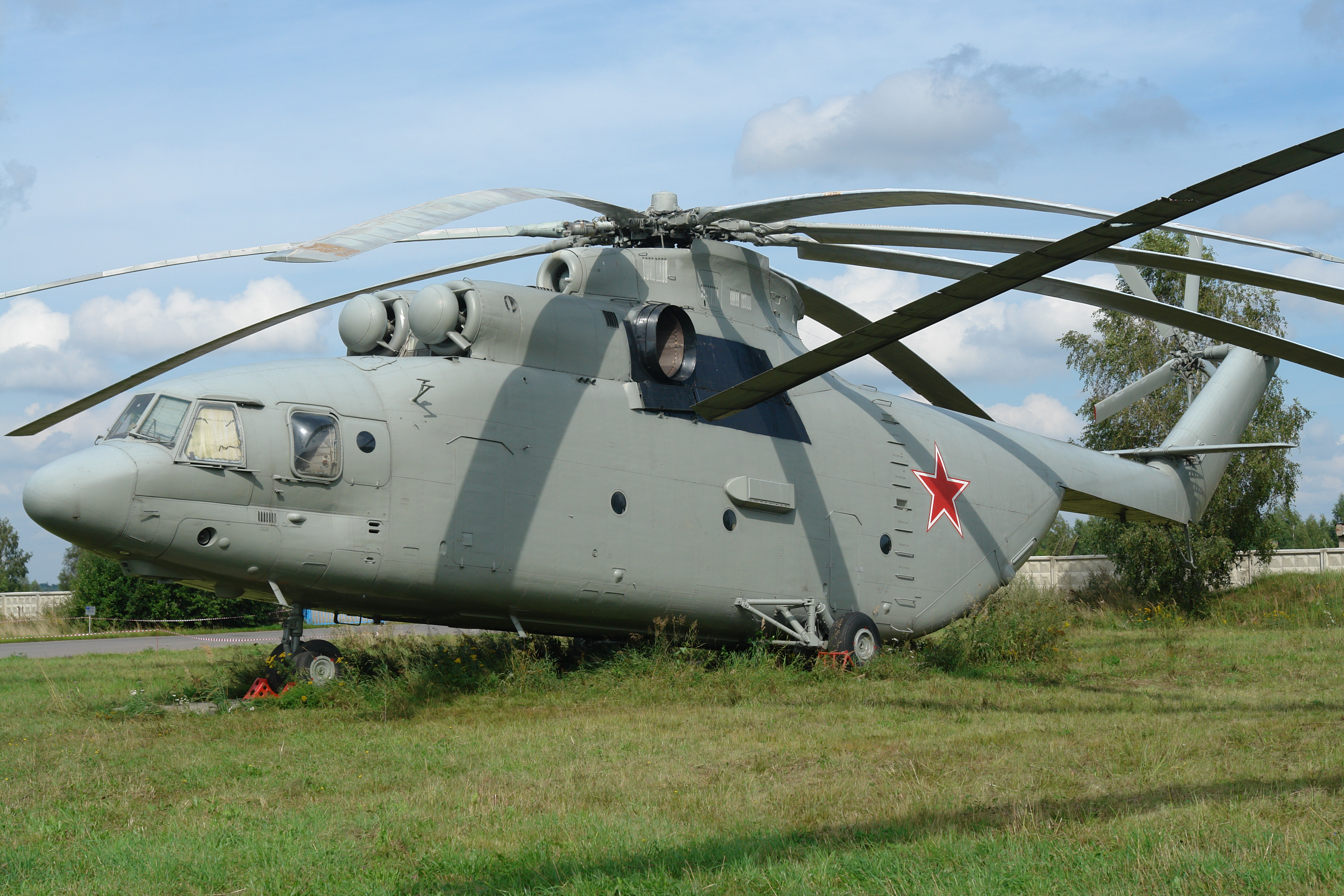
Mil Mi-26 'Halo'

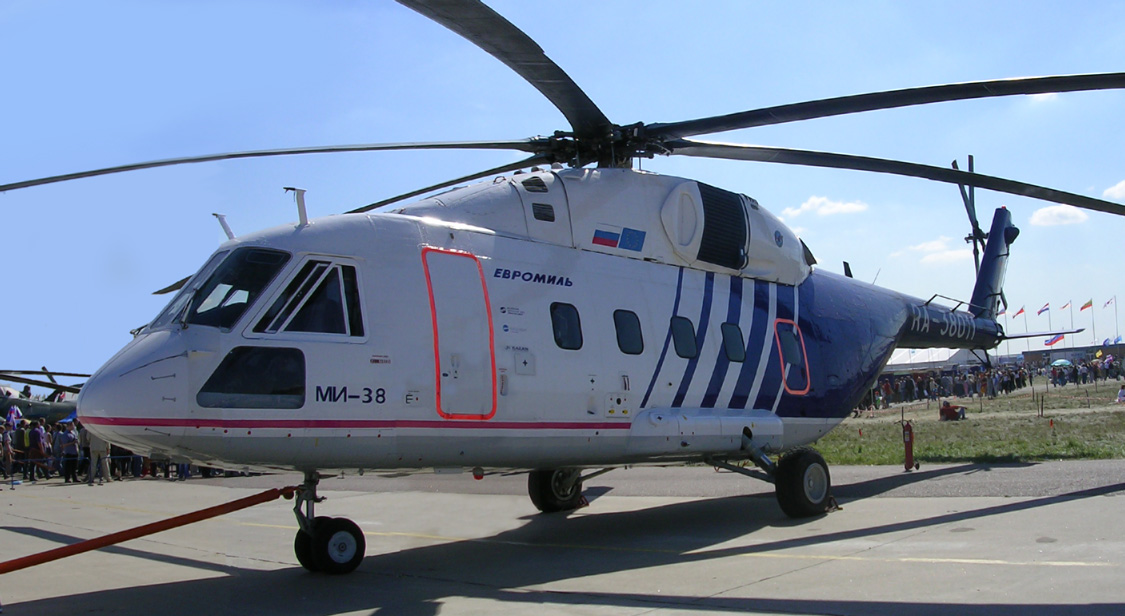
Mil Mi-38 durante MAKS Airshow 2005

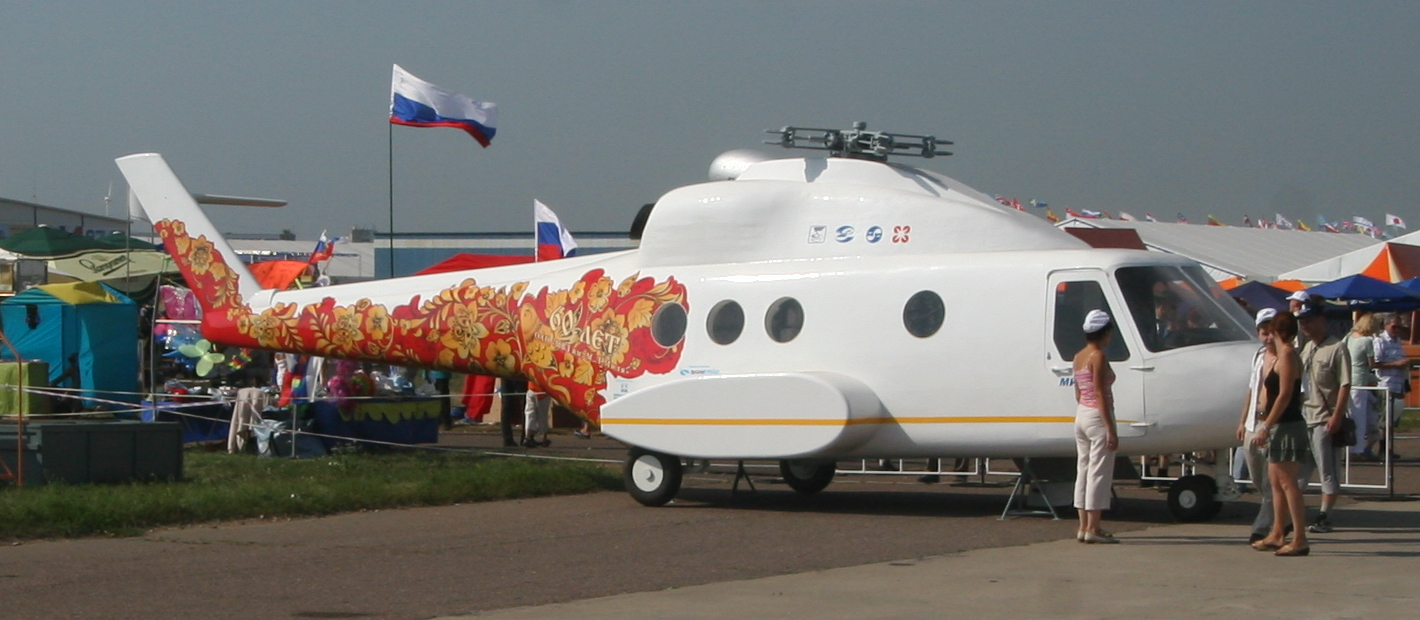
Mil Mi-54 durante MAKS Airshow 2007

- Mi-1 'Hare', 1948 - elicottero leggero utility
- Mi-2 'Hoplite', 1965 - elicottero leggero utility
- Mi-2A, - elicottero leggero utility, la versione modernizzata di Mil Mi-2[2]
- Mi-3
- Mi-4 'Hound'", 1955 - elicottero da trasporto e ASW
- Mi-6 'Hook', 1957 - elicottero da trasporto pesante
- Mi-8 'Hip', 1968 - elicottero utility
- Mi-10, gru volante
- Mi-12 'Homer', noto anche come W-12, solo prototipo, il più grande elicottero del mondo costruito, due rotori affiancati
- Mi-14 'Haze' PL, 1978 - elicottero ASW
- Mi-17 'Hip H' T, 1974 - elicottero da trasporto
- Mi-18 'Hip', solo prototipo
- Mi-20, elicottero super leggero
- Mi-22, programmato, non costruito
- Mi-24 'Hind' W, 1978 - elicottero da combattimento pesante
- Mi-25 'Hind D', versione da esportazione del Mi-24
- Mi-26 'Halo', elicottero più grande del mondo prodotto in serie
- Mi-28 'Havoc', 1984 - elicottero d'attacco
- Mi-30, aereo a decollo verticale, programmato, ma non costruito
- Mi-32, elicottero super pesante, tre rotori
- Mi-34 'Hermit', 1986 - elicottero leggero[3]
- Mi-35 'Hind E', versione da esportazione del Mi-24
- Mi-36, solo programmato
- Mi-38, 2000 - elicottero utility[4][5]
- Mi-40, programmato, non costruito
- Mi-42, programmato, non costruito
- Mi-44, 2010 - elicottero leggero utility per trasporto di 7 persone[6]
- Mi-46, programmato negli anni '90, i lavori di progettazione ripresi nel 2010. I costruttori moscoviti prevedono di designare un elicottero che combina un elicottero da trasporto pesante (come Mi-26) e gru volante (come Mi-10). Il peso di Mil Mi-46 vuoto dovrebbe essere di circa 30 t, la velocità massima - 270 km/h, il raggio d'azione - 750 km.[7][8]
- Mi-54, programmato, progetto attualmente congelato
- Mi-60MAI, 2007 - elicottero leggero utility (in produzione)[9]